# Alex Walsh
Pour les articles homonymes, voir Walsh.
Alexandra Walsh, née le 31 juillet 2001 à Nashville, est une nageuse américaine.
Elle est sacrée vice-championne olympique du 200 m 4 nages lors des Jeux olympiques d'été de 2020.

## Biographie

### Famille
La sœur d'Alex Walsh est Gretchen Walsh, elle aussi nageuse professionnelle.

### Carrière sportive
Aux Jeux panaméricains de 2019 à Lima, Alex Walsh est médaillée d'or du 200 m dos, du 200 m quatre nages et du relais 4 × 200 m nage libre.
Elle remporte la médaille d'argent du 200 m 4 nages féminin lors des Jeux olympiques d'été de 2020 derrière la Japonaise Yui Ōhashi et devant sa compatriote Kate Douglass.

## Palmarès

### Championnats du monde en grand bassin
- Championnats du monde 2022 à Budapest :
  -  Médaille d'or du relais 4 × 200 m nage libre (participe uniquement aux séries).
  -  Médaille d'or du relais 4 × 100 m quatre nages (participe uniquement aux séries).